# 대량 비교
비교언어학에서 대량 비교(mass comparison)는 어족의 계통적 연관성을 입증하는 데 있어서 대명사, 형태소 등을 포함한 어휘 목록의 유사성을 계산하여 연관성을 판가름하는 방법론이다. 비교 재구법과 달리 비교되는 언어 사이에 규칙적, 체계적인 대응 관계를 요구하지 않는다.
조지프 그린버그 등에 의해 옹호되었으나, 오늘날 많은 학자들에게는 정당한 기술로서 받아들여지지 않으며 대체로 변두리 이론으로 남아 있다. 그린버그가 이 방법론을 통해 주장한 일부 최상위 어족은 다른 비교 방법론을 통해 입증되어 주류 언어학에서도 받아들여져 있으나(아프리카아시아어족, 니제르콩고어족 등), 다른 가설은 여전히 논란의 여지가 있거나(나일사하라어족 등), 대부분의 학자에 의해 부정(유라시아어족, 코이산어족, 아메린드어족 등)되고 있다.

## 같이 보기
- 대어족
- 비교언어학
- 모스크바 비교언어학파
- 스와데시 목록